# Llista de catenae de la Lluna
En aquest article només es mostra els noms oficials aprovats per la Unió Astronòmica Internacional (UAI).
Aquesta és una llista de catenae amb nom de la Lluna

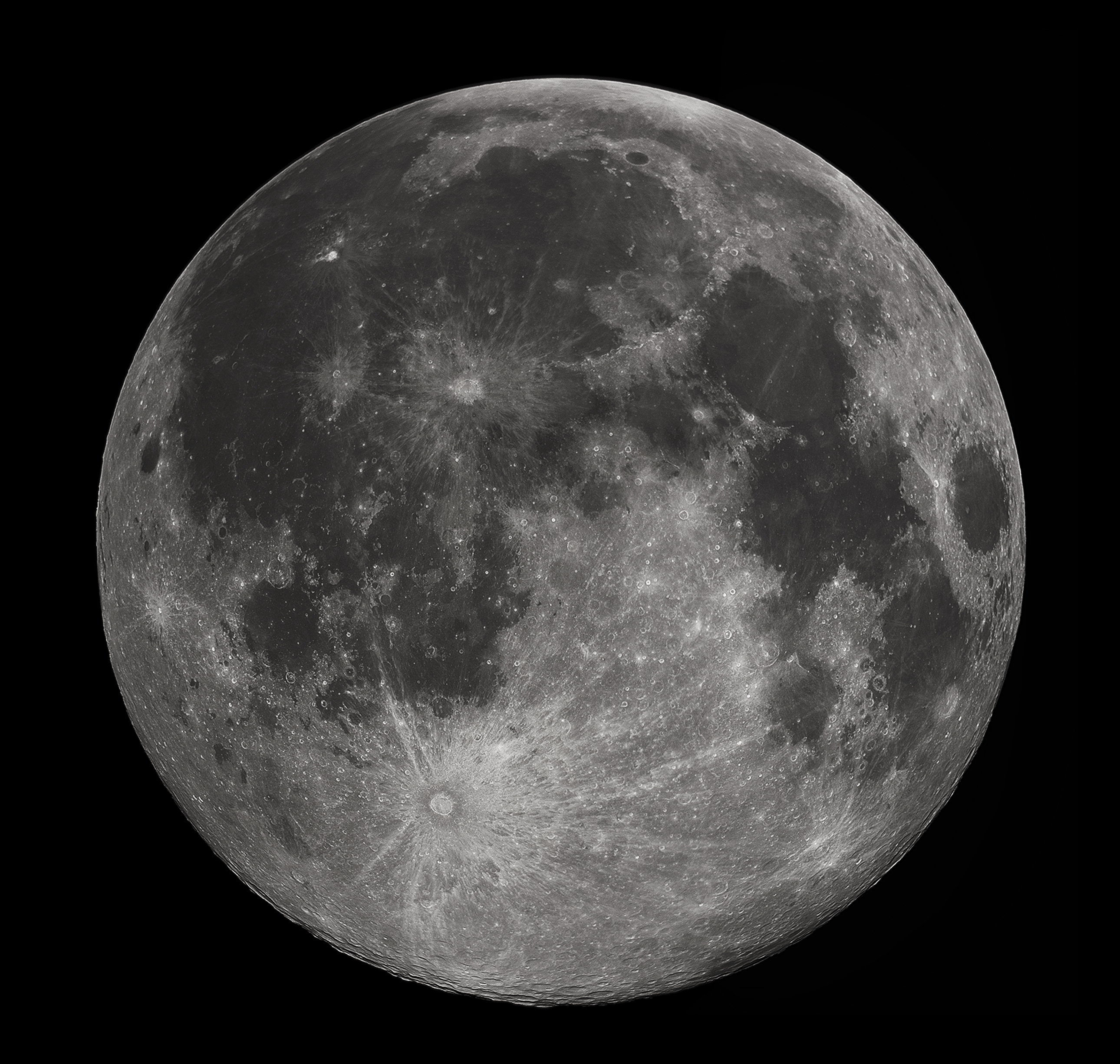
Imatge de la Lluna
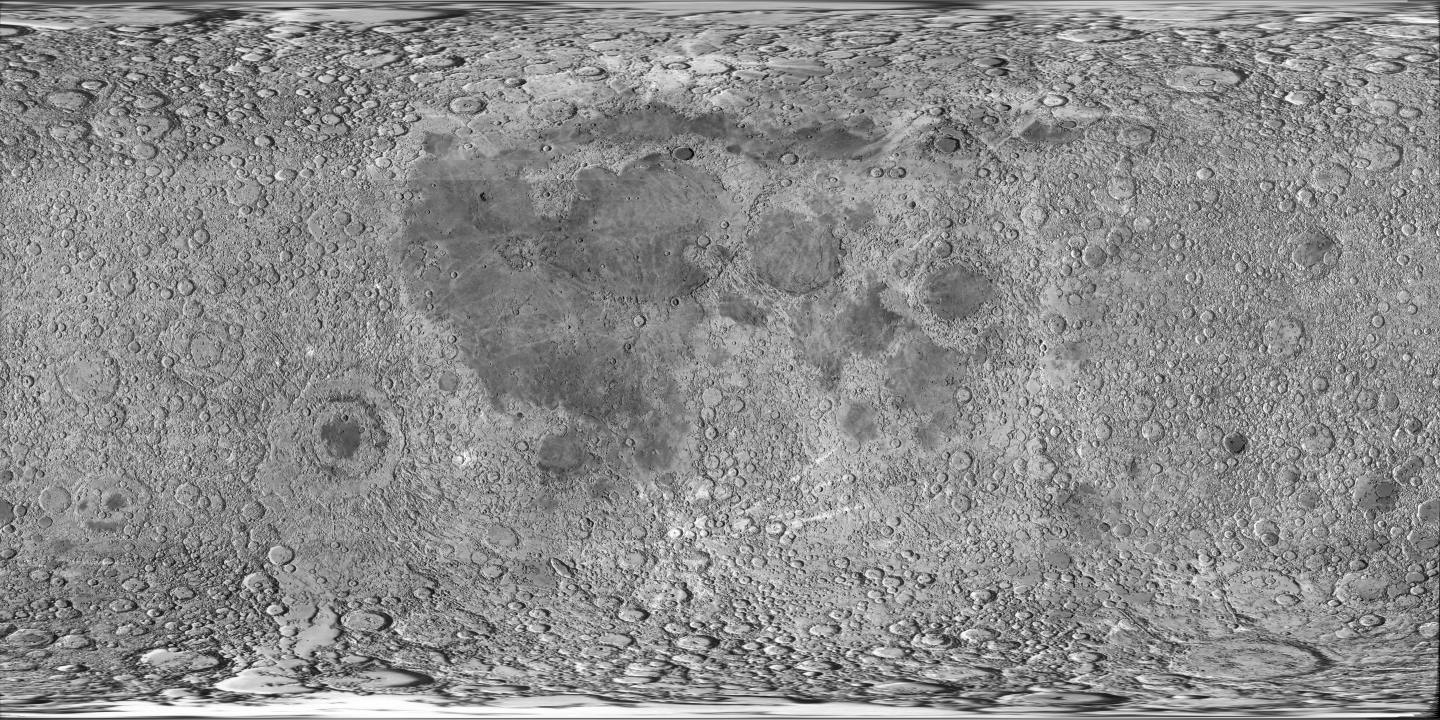
Mapa topogràfic de la Lluna
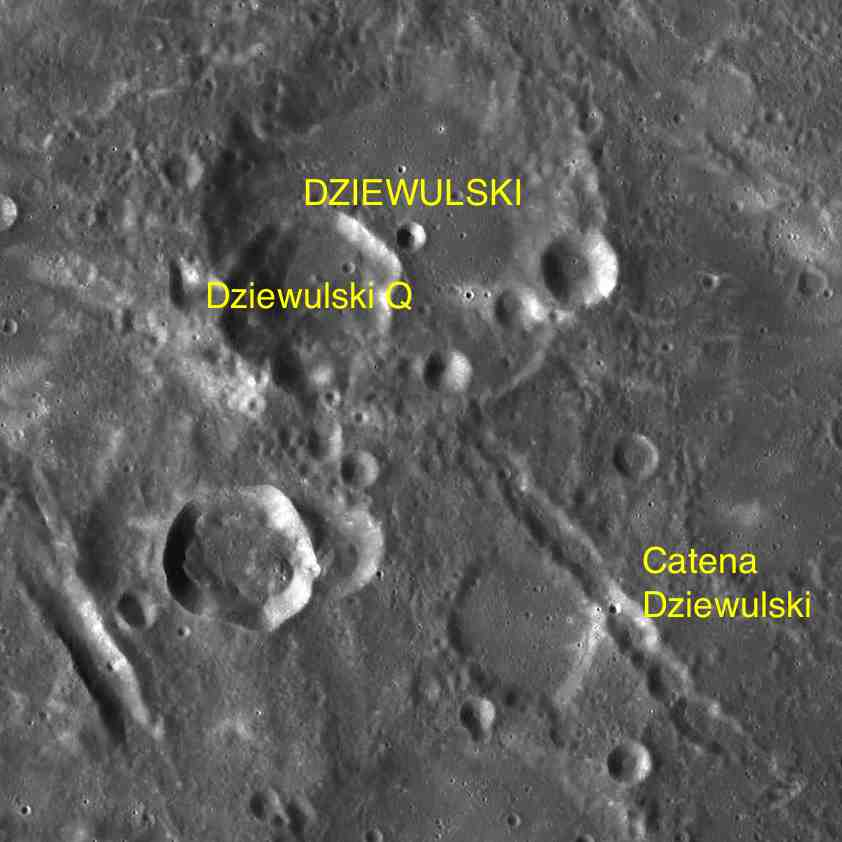
Catena Dziewulski, a la vora del cràter Dziewulski

## Llista
Les catenae de la Lluna porten els noms de cràters propers. Les excepcions són catenae amb noms de persones. A més, tres cadenes també tenen un segon nom, indicat entre claudàtors, dedicat a un institut científic, per facilitar referències creuades amb els primers atles lunars soviètics de la dècada del 1960, on les catenaes són anomenades amb noms d'instituts científics.
La latitud i la longitud es donen com a coordenades planetocèntriques (-180 O - +180 E).
| Catena                  | Coordenades                              | Diàmetre (km) | Epònim                                                                | Ref.  |
| ----------------------- | ---------------------------------------- | ------------- | --------------------------------------------------------------------- | ----- |
| Catena Abulfeda         | 16° 35′ S, 163° 18′ O / 16.59°S,163.3°O  | 209,97        | Nom d'un cràter proper.                                               | WGPSN |
| Catena Artamonov        | 26° 05′ N, 74° 14′ E / 26.09°N,74.23°E   | 131,21        | Nom d'un cràter proper.                                               | WGPSN |
| Catena Brigitte         | 18° 30′ N, 152° 31′ E / 18.5°N,152.51°E  | 7,65          | Antropònim femení francès.                                            | WGPSN |
| Catena Davy             | 10° 59′ S, 6° 16′ O / 10.98°S,6.27°O     | 52,34         | Nom d'un cràter proper.                                               | WGPSN |
| Catena Dziewulski       | 18° 47′ N, 79° 44′ E / 18.78°N,79.73°E   | 80,66         | Nom d'un cràter proper.                                               | WGPSN |
| Catena Gregory          | 0° 35′ S, 50° 12′ E / 0.59°S,50.2°E      | 148,16        | Nom d'un cràter proper.                                               | WGPSN |
| Catena Humboldt         | 21° 59′ S, 95° 18′ E / 21.98°S,95.3°E    | 162,29        | Nom d'un cràter proper.                                               | WGPSN |
| Catena Krafft           | 14° 55′ N, 72° 15′ O / 14.91°N,72.25°O   | 55,11         | Nom d'un cràter proper.                                               | WGPSN |
| Catena Kurchatov        | 37° 15′ N, 43° 24′ E / 37.25°N,43.4°E    | 234,91        | Nom d'un cràter proper.                                               | WGPSN |
| Catena Leuschner (GDL)  | 5° 04′ N, 111° 18′ O / 5.07°N,111.3°O    | 200,06        | Nom d'un cràter proper; GDL (Gas Dynamics Laboratory)                 | WGPSN |
| Catena Littrow          | 22° 14′ N, 150° 20′ E / 22.23°N,150.33°E | 10,30         | Nom d'un cràter proper.                                               | WGPSN |
| Catena Lucretius (RNII) | 4° 02′ S, 126° 27′ O / 4.03°S,126.45°O   | 232,07        | Nom d'un cràter proper; RNII (Rocket Research Institute)              | WGPSN |
| Catena Mendeleev        | 6° 38′ N, 40° 47′ E / 6.63°N,40.78°E     | 125,22        | Nom d'un cràter proper.                                               | WGPSN |
| Catena Michelson (GIRD) | 0° 26′ S, 113° 35′ O / 0.44°S,113.58°O   | 450,60        | Nom d'un cràter proper; GIRD (Group for the Study of Reaction Motion) | WGPSN |
| Catena Pierre           | 19° 46′ N, 31° 52′ O / 19.76°N,31.86°O   | 9,44          | Antropònim masculí francès.                                           | WGPSN |
| Catena Sumner           | 37° 53′ N, 68° 05′ E / 37.89°N,68.09°E   | 220,52        | Nom d'un cràter proper.                                               | WGPSN |
| Catena Sylvester        | 79° 59′ N, 83° 07′ O / 79.99°N,83.12°O   | 139,00        | Nom d'un cràter proper.                                               | WGPSN |
| Catena Taruntius        | 3° 02′ N, 131° 17′ E / 3.04°N,131.29°E   | 69,24         | Nom d'un cràter proper.                                               | WGPSN |
| Catena Timocharis       | 29° 05′ N, 13° 13′ O / 29.09°N,13.21°O   | 48,37         | Nom d'un cràter proper.                                               | WGPSN |
| Catena Yuri             | 24° 25′ N, 30° 23′ O / 24.41°N,30.38°O   | 4,52          | Antropònim masculí rus.                                               | WGPSN |